# Symphyta
Symphyta là một chi nhậy trong họ Lasiocampidae.

## Hình ảnh

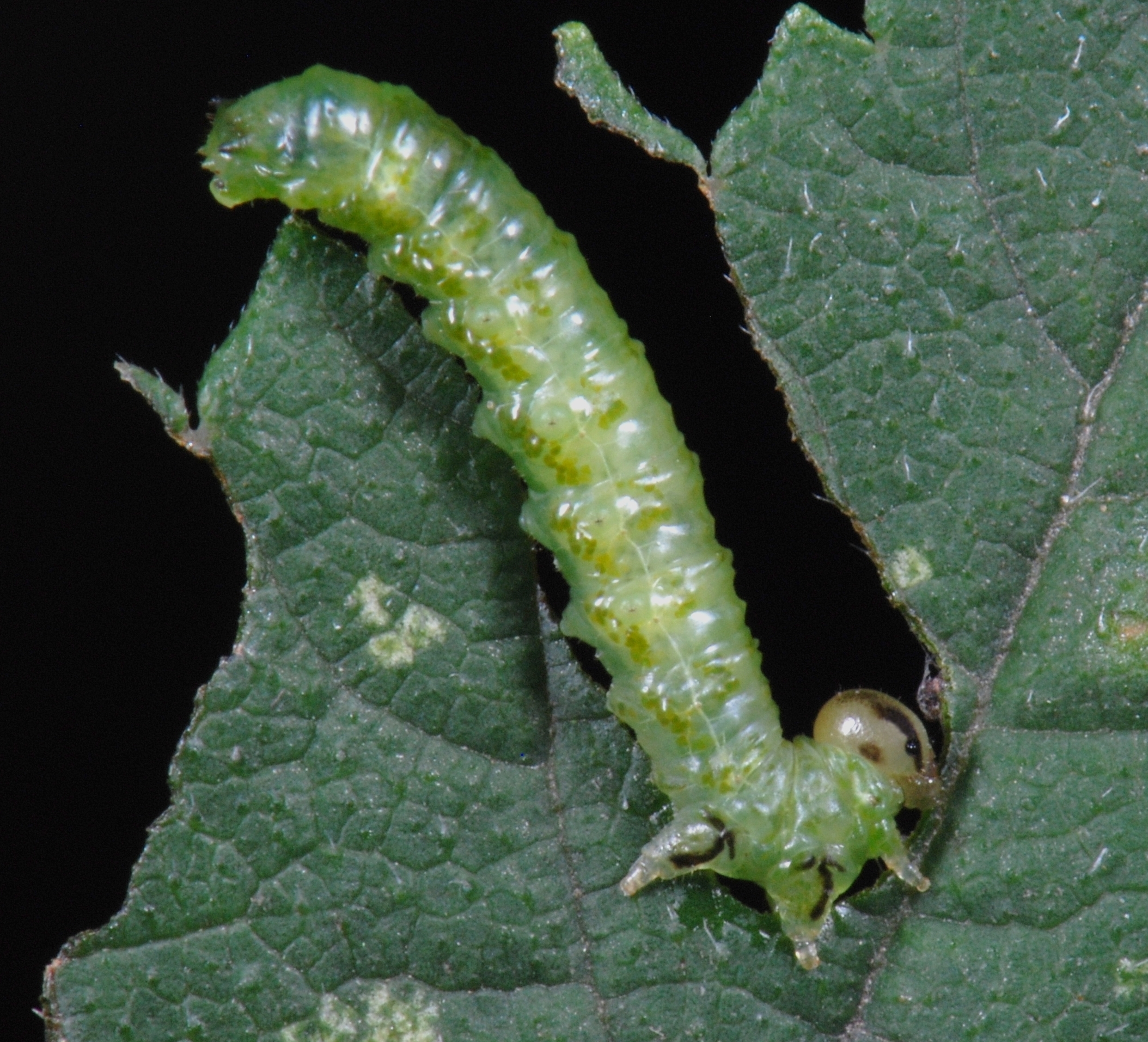
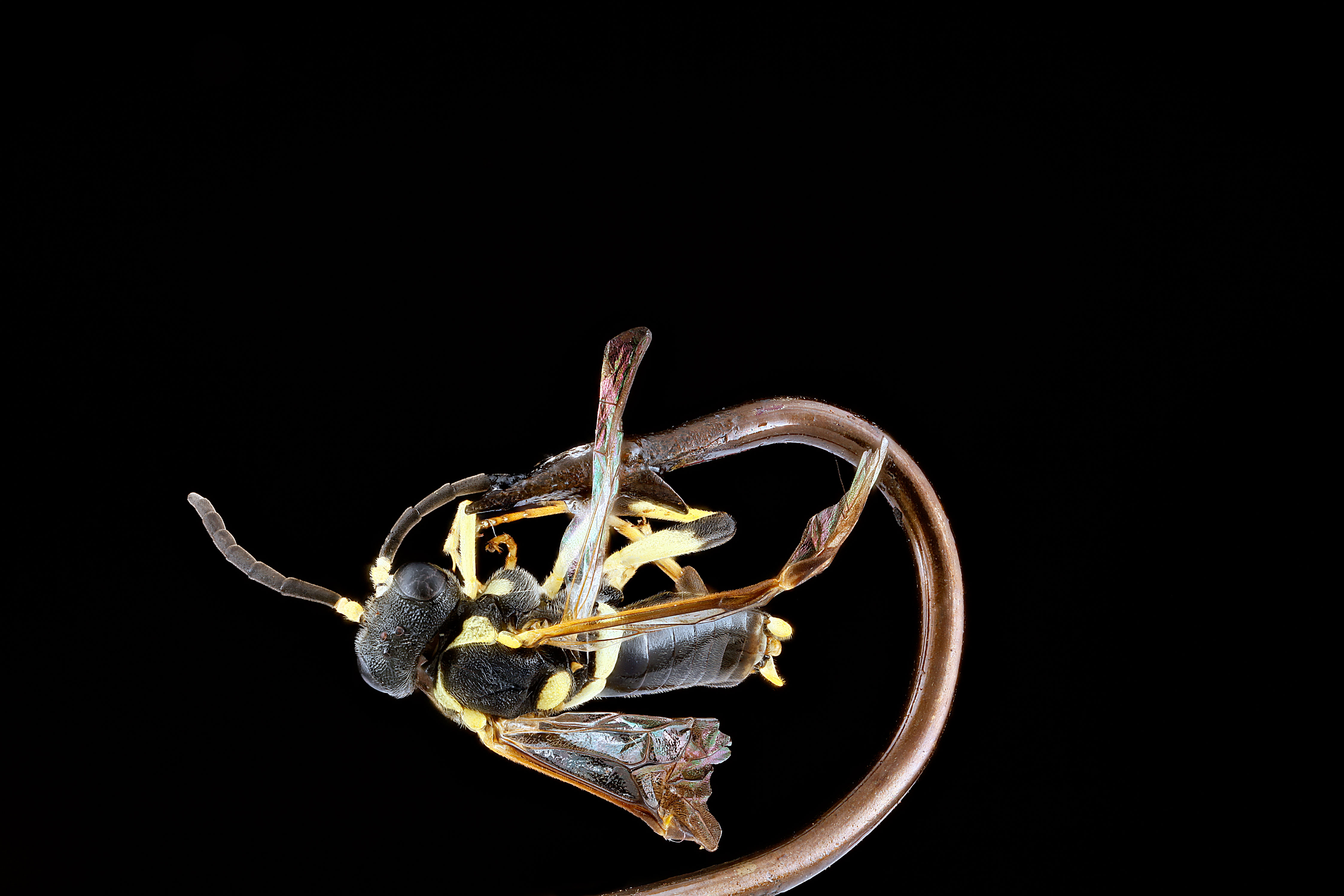